# Показать кузькину мать

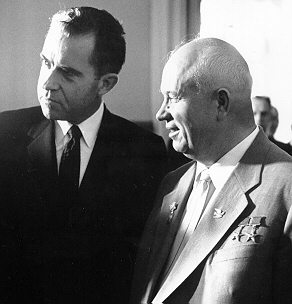
Ричард Никсон и Никита Хрущёв в 1959 году. Упоминание советским генсеком Кузькиной матери и непонятность этой идиомы на английском языке вызвало переполох

Показать кузькину мать — русское идиоматическое грубо-просторечное или шутливо-ироничное выражение, означающее угрозу наказания или расправы.
Синонимы: Показать, где раки зимуют, Прописать ижицу. Фраза «Покажу кузькину мать» получила широкую огласку после её произнесения Первым секретарём ЦК КПСС Никитой Хрущёвым во время политических встреч 1959 года с властями США.

## Происхождение

Памятник Кузе и маме в Одоеве. В советское время назывался «Мать и дитя».

Существует несколько версий значения слова Кузька, некоторые из них:
- Кузьма в русских пословицах и поговорках представлен как злой, мстительный и драчливый персонаж. Он мог быть приёмным сыном женщины, обладающей крутым нравом.
- Кузьма, кузька — название плётки как орудия домашнего наказания.
- Кузька — жук-вредитель хлебных злаков. Отсюда фраза Подпустить кому-либо кузьку, то есть «доставить неприятность». Кузькина мать представляется как ещё более опасное чем кузька существо (связь со словом матёрый, то есть опытный, сильный).
- Кузь (кузьо) с коми-пермяцкого «чёрт, леший».

## Употребление
Как-то едем мы в машине по Лос-Анджелесу. В машине, кроме нас, представитель городской власти и Каббот Лодж. Хрущёв смотрит в окно. Стоят красивые дома, у каждого дома — машина, а то и несколько. Смотрит Хрущёв, смотрит, а потом и говорит: "Ну что ж, Америка достигла многого. Ну ничего, мы вам покажем кузькину мать". Я уже начинаю переводить, как вдруг Хрущёв меня перебивает: "Когда я с Никсоном на выставке был, это неправильно перевели. А это же очень просто: 'Мы вам покажем такое, чего вы никогда не видели'". Я на секунду замер: ни в одном словаре этого выражения в таком толковании я не видел. Короче, "мы вас догоним и перегоним, и мы вам ещё покажем такое, чего вы никогда не видели". Типичный пример того, что у разных деятелей свои трактовки известных слов и выражений.переводчик Хрущёва Виктор Суходрев